# Legio III Flavia Salutis
Legio III Flavia Salutis (III Флавіїв Спасительний легіон) — римський легіон часів пізньої імперії. Отримав назву на честь 2-ї Флавієвої династії (відома як династія Костянтина). Друге ім'я дістав на честь Спасителя — Ісуса Христа. Причина отримання цієї назви невідома.

## Історія
Було створено у 293 році (разом з Legio I Flavia Pacis та Legio II Flavia Virtutis) за наказом імператора Констанція I задля боротьби проти узурпатора Караузія, що захопив владу у Британії. Сформовано з лімітанів (прикордонних загонів). В подальшому після здійснення вдалого десантування на острові з успіхом діяв проти узурпатора Аллекта, що вбив Караузія. У Британії залишався до 305 року, діючи проти піктів.
Підтримав імператора Костянтина I у боротьбі за владу. У 312 році підпорядковано дуксу Арморики та Нервії, базуючись на території сучасного півострова Бретань (Франція). Тут відповідав за захист морських кордонів від нападу франкських піратів. Вексиларії легіону допомагали Костянтину I здобути владу у битвах з Максенцієм та Ліцінієм. Після цього основні частини передано на Рейнський кордон (разом з Legio I Flavia Pacis і Legio II Flavia Virtutis).
У 373 році підпорядковувався Флавію Феодосію, який очолив армію проти узурпатора Фірма у Мавретанії. З цьому час перебував у Цезареї Мавретанській. У 390-х роках (відповідно до Notitia Dignitatum) залишався у провінції Африка, кордони якої захищав від нападу кочівників. Підкорявся коміту Африки. Залишався також й напочатку V ст. У 427 році легіон підтримав Боніфація, який боровся проти Аеція.
В подальшому легіон брав участь у війні з вандалами на чолі із Гейзеріхом, під час якої зазнав суттєвих втрат. Ймовірно перестав існувати у 430-х роках.